# Jobson Souza Santos
Jobson Souza Santos (São Paulo, 13 de setembro de 1995) é um futebolista brasileiro que atua como volante. Atualmente joga no Al-Arabi, da Arábia Saudita.

## Carreira

### Palmeiras
Nascido em São Paulo, Jobson encerrou sua formação no Palmeiras. No dia 29 de novembro de 2015, contra o Coritiba, ele fez sua estreia no time entrando como substituto no lugar do meia argentino Agustín Allione, na derrota por 2 a 0 fora de casa.

### Empréstimos a Santo André e Nacional-SP
Foi emprestado ao Santo André no dia 2 de março de 2016, assinando até o final do Campeonato Paulista - Série A2. Posteriormente, ele cumpriu outra temporada por empréstimo no Nacional-SP antes de deixar o clube.

### Náutico
Em 30 de maio de 2017, Jobson concordou em um acordo permanente com o Náutico. Ele contribuiu com dez jogos no campeonato durante a Série B de 2017, já que sua equipe foi rebaixada.
No dia 9 de maio de 2018, após marcar o gol da vitória na final do Campeonato Pernambucano contra o Central, o volante renovou seu contrato até abril de 2019.

### Red Bull Brasil
Em 10 de setembro de 2018, Jobson foi emprestado ao Red Bull Brasil para a disputa da Copa Paulista. Em 19 de dezembro, ele assinou um acordo permanente após o Red Bull Brasil ativar sua cláusula de liberação.
Jobson impressionou durante o Campeonato Paulista de 2019, ajudando sua equipe a vencer o Troféu do Interior e atraindo o interesse de vários clubes da Série A.

### Santos
Em 16 de abril de 2019, Jobson foi contratado pelo Santos e assinou um contrato de cinco anos. Ele só fez sua estreia pelo clube em 17 de outubro, começando com uma vitória em casa por 2 a 1 contra o Ceará.
Jobson raramente foi usado pelo técnico Jorge Sampaoli durante seu primeiro ano, mas atuou com mais regularidade sob o comando do português Jesualdo Ferreira. Ele marcou seu primeiro gol pelo Peixe no dia 3 de março de 2020, contra o Defensa y Justicia, o primeiro na vitória fora de casa por 2 a 1 da Copa Libertadores da América; foi também a sua estreia na competição.

### Retorno ao Náutico
Depois de ficar de fora do elenco principal do Santos durante a temporada 2022, ele foi emprestado ao Náutico no dia em 6 de julho, retornando ao Timbu após quatro anos. O volante teve boa atuação no dia 10 de agosto, na vitória por 2 a 1 contra o CRB, onde marcou o segundo gol da partida.

## Estatísticas
Atualizado até 28 de junho de 2023.

### Clubes
| Equipe            | Temporada         | Campeonato nacional | Campeonato nacional | Campeonato nacional | Copa nacional[a] | Copa nacional[a] | Copa nacional[a] | Competições continentais[b] | Competições continentais[b] | Competições continentais[b] | Outros torneios[c] | Outros torneios[c] | Outros torneios[c] | Total | Total | Total   |
| Equipe            | Temporada         | Jogos               | Gols                | Assist.             | Jogos            | Gols             | Assist.          | Jogos                       | Gols                        | Assist.                     | Jogos              | Gols               | Assist.            | Jogos | Gols  | Assist. |
| ----------------- | ----------------- | ------------------- | ------------------- | ------------------- | ---------------- | ---------------- | ---------------- | --------------------------- | --------------------------- | --------------------------- | ------------------ | ------------------ | ------------------ | ----- | ----- | ------- |
| Palmeiras         | 2015              | 1                   | 0                   | 0                   | 0                | 0                | 0                | —                           | —                           | —                           | —                  | —                  | —                  | 3     | 0     | 0       |
| Palmeiras         | Total             | 1                   | 0                   | 0                   | 0                | 0                | 0                | 0                           | 0                           | 0                           | 0                  | 0                  | 0                  | 1     | 0     | 0       |
| Santo André       | 2016              | —                   | —                   | —                   | —                | —                | —                | —                           | —                           | —                           | 2                  | 0                  | 0                  | 2     | 0     | 0       |
| Santo André       | Total             | 0                   | 0                   | 0                   | 0                | 0                | 0                | 0                           | 0                           | 0                           | 2                  | 0                  | 0                  | 2     | 0     | 0       |
| Nacional-SP       | 2016              | —                   | —                   | —                   | —                | —                | —                | —                           | —                           | —                           | 13                 | 0                  | 0                  | 13    | 0     | 0       |
| Nacional-SP       | 2017              | —                   | —                   | —                   | —                | —                | —                | —                           | —                           | —                           | 19                 | 2                  | 0                  | 19    | 2     | 0       |
| Nacional-SP       | Total             | 0                   | 0                   | 0                   | 0                | 0                | 0                | 0                           | 0                           | 0                           | 32                 | 2                  | 0                  | 32    | 2     | 0       |
| Náutico           | 2017              | 10                  | 0                   | 0                   | —                | —                | —                | —                           | —                           | —                           | —                  | —                  | —                  | 10    | 0     | 0       |
| Náutico           | 2018              | 13                  | 1                   | 0                   | 2                | 0                | 0                | —                           | —                           | —                           | 9                  | 2                  | 0                  | 24    | 3     | 0       |
| Náutico           | 2022              | 17                  | 1                   | 1                   | —                | —                | —                | —                           | —                           | —                           | —                  | —                  | —                  | 17    | 1     | 1       |
| Náutico           | Total             | 40                  | 2                   | 1                   | 2                | 0                | 0                | 0                           | 0                           | 0                           | 9                  | 2                  | 0                  | 51    | 4     | 1       |
| Red Bull Brasil   | 2018              | —                   | —                   | —                   | —                | —                | —                | —                           | —                           | —                           | 5                  | 0                  | 0                  | 5     | 0     | 0       |
| Red Bull Brasil   | 2019              | —                   | —                   | —                   | —                | —                | —                | —                           | —                           | —                           | 11                 | 2                  | 0                  | 11    | 2     | 0       |
| Red Bull Brasil   | Total             | 0                   | 0                   | 0                   | 0                | 0                | 0                | 0                           | 0                           | 0                           | 16                 | 2                  | 0                  | 16    | 2     | 0       |
| Santos            | 2019              | 4                   | 0                   | 0                   | 0                | 0                | 0                | —                           | —                           | —                           | —                  | —                  | —                  | 4     | 0     | 0       |
| Santos            | 2020              | 19                  | 2                   | 1                   | 2                | 0                | 0                | 7                           | 1                           | 0                           | 8                  | 0                  | 0                  | 36    | 3     | 1       |
| Santos            | 2021              | 1                   | 0                   | 0                   | 0                | 0                | 0                | 0                           | 0                           | 0                           | 0                  | 0                  | 0                  | 1     | 0     | 0       |
| Santos            | 2022              | —                   | —                   | —                   | 1                | 0                | 0                | —                           | —                           | —                           | 2                  | 0                  | 0                  | 3     | 0     | 0       |
| Santos            | Total             | 24                  | 2                   | 1                   | 3                | 0                | 0                | 7                           | 1                           | 0                           | 10                 | 0                  | 0                  | 44    | 3     | 1       |
| Al-Kholood        | 2022–23           | 17                  | 0                   | 0                   | —                | —                | —                | —                           | —                           | —                           | —                  | —                  | —                  | 17    | 0     | 0       |
| Al-Kholood        | Total             | 17                  | 0                   | 0                   | 0                | 0                | 0                | 0                           | 0                           | 0                           | 0                  | 0                  | 0                  | 17    | 0     | 0       |
| Al-Arabi          | 2023–24           | 0                   | 0                   | 0                   | —                | —                | —                | —                           | —                           | —                           | —                  | —                  | —                  | 0     | 0     | 0       |
| Al-Arabi          | Total             | 0                   | 0                   | 0                   | 0                | 0                | 0                | 0                           | 0                           | 0                           | 0                  | 0                  | 0                  | 0     | 0     | 0       |
| Total na carreira | Total na carreira | 82                  | 4                   | 2                   | 5                | 0                | 0                | 7                           | 1                           | 0                           | 69                 | 6                  | 0                  | 153   | 11    | 2       |

- a. ^ Jogos da Copa do Brasil
- b. ^ Jogos da Copa Libertadores da América e da Copa Sul-Americana
- c. ^ Jogos do Campeonato Paulista - Série A2, Copa Paulista, Campeonato Paulista - Série A3, do Campeonato Pernambucano, da Copa do Nordeste e do Campeonato Paulista

## Títulos
Palmeiras
- Copa do Brasil: 2015

Santo André
- Campeonato Paulista - Série A2: 2016

Nacional-SP
- Campeonato Paulista - Série A3: 2017

Náutico
- Campeonato Pernambucano: 2018